# Mechongué
Mechongué es una localidad del partido de General Alvarado, provincia de Buenos Aires, Argentina. Está ubicada a 47 km al noroeste de la ciudad de Miramar.

## Población
Cuenta con 1,307 habitantes (Indec, 2010), lo que representa un descenso del 5% frente a los 1,374 habitantes (Indec, 2001) del censo anterior.
| Gráfica de evolución demográfica de Mechongué entre 1991 y 2010 |
|                                                                 |
| Fuente: Censos nacionales del INDEC                             |

## Toponimia
A la hora de poner el nombre, Alzaga (su fundador) propuso llamarla con el nombre de su hija, Mercedes. Pero como ya existía una Estación Mercedes, cercana a Buenos Aires, y una Villa Mercedes, en la provincia San Luis; adoptó el sobrenombre de la niña, a quien familiarmente llamaban Mecha, Mechita o Mechongué. Así quedó el nombre que dio origen al pueblo.

## Historia
Fundada el 12 de mayo de 1911, esta localidad creció paso tras paso. Los chacareros encontraron en el sistema cooperativo la herramienta para un desarrollo firme y sostenido. A partir de 1960 y por casi tres décadas, los fértiles campos de la zona dieron excelentes rindes tanto en la producción de papa -principal cultivo de la región- como en la de cereales.
EN 1978 Con la circular 1050 del ministro de Hacienda neoliberal José Alfredo Martínez de Hoz, la producción cerealera decayó, la producción se frenó y la mayoría de los campos fueron rematados debido a que la circular 1050 disparó las tasas de interés de las deudas hasta ese momento estaban a tasas fijas, lo que provocó el cierre de establecimientos rurales.

## Fiesta regional de Mechongué
La fiesta más popular del pueblo, es la denominada Fiesta del Camionero y del Agricultor, que se desarrolla durante el mes de febrero y cuenta de 3 días (viernes a domingo) donde se puede disfrutar de puestos de comida, exposición de bailes folclóricos, cantores y bailantas; prueba de riendas y la elección de las nuevas soberanas quienes representaran su fiesta y localidad durante un año a través de las diferentes fiestas populares.
Mechongué desarrolla su economía sobre la base de la ganadería vacuna y agricultura (papa, girasol, trigo y soja principalmente)
La Fiesta Regional de los Camioneros y del Agricultor que se realiza la 2.ª semana de marzo desde 1972 en el Club Social y Deportivo de Mechongué. Cabe destacar que empezó siendo solo fiesta del camionero en ese año y luego, años más tarde decidieron agregar al agricultor ya que es tan importante como el camionero y así quedó entonces con el nombre completo que se conoce actualmente.

Para llegar a Mechongué desde Mar del Sur hay un camino recto pasando por la Estancia La Eufemia y el Haras La Lucila. 
El lugar elegido para la nueva localidad, se debió a que Martín de Alzaga, propietario por aquel entonces de varios establecimientos agropecuarios de la zona, fue quien efectuó las múltiples gestiones que culminaron con la llegada del ferrocarril en el año 1911. Pero hubo de esperarse un tiempo más antes de que el poder ejecutivo de la provincia de Buenos Aires resolviera aprobar el proyecto del nuevo pueblo, hecho que ocurrió finalmente el 22 de enero de 1927.
Como es sabido su población está asentada en tierras realmente fértiles y por lógica la economía gira alrededor de la actividad agrícola-ganadera.
El museo y biblioteca municipal y popular de Mechongué se encuentra ubicado en la estación de ferrocarril Mechongué (Final Av. Circunvalación); en los Almacenes de Ramos Generales se encuentran las llamadas «fondas», donde se brindaba hospedaje y la «Farmacia Mechongué», primera y única que se instaló en el pueblo.